# United States National Radio Quiet Zone

La National Radio Quiet Zone si estende toccando West Virginia, Virginia, e una piccola parte del Maryland.

La National Radio Quiet Zone (NRQZ) è una vasta area di territorio degli Stati Uniti, nella quale le trasmissioni radio sono strettamente proibite per facilitare la ricerca scientifica.

## Posizione
La National Radio Quiet Zone è un rettangolo di approssimativamente 104 miglia quadre (269 km²) di grandezza a cavallo dei confini della Virginia e della Virginia Occidentale includendo anche una parte del Maryland. The NRQZ ha al suo centro il National Radio Astronomy Observatory (NRAO) di Green Bank e la Sugar Grove Station. È compreso tra latitudine 37° 30′ 0.4″ N e 39° 15′ 0.4″ N, e longitudine 78° 29′ 59.0″ O e 80° 29′ 59.2″ O.

## Restrizioni
Molti dispositivi di telecomunicazione nella National Radio Quiet Zone sono obbligati a operare a potenza ridotta e usare antenne altamente direzionali. Ciò rende il via cavo e il satellitare indispensabili per una visione accettabile della televisione in gran parte della regione. Le restrizioni aumentano a dieci miglia dalla NRAO e dalle strutture di Sugar Grove, dove molte antenne omnidirezionali e trasmissioni ad alta potenza sono proibite.
Il capitolo 37A del West Virginia Code regola rigorosamente le radiotrasmissioni entro 10 miglia (16 km) dalla struttura NRAO. Il personale del NRAO monitora regolarmente le trasmissioni radio nel raggio di 20 miglia dal Green Bank Telescope.
Non tutte le trasmissioni radio sono proibite nella National Radio Quiet Zone. Per esempio, il servizio di emergenza (polizia, vigili del fuoco e ambulanza) e la radio cittadina sono permesse. Tuttavia i proprietari di grandi trasmettitori devono ovviamente coordinare le loro operazioni con il NRAO. Le uniche stazioni radio di trasmissione nel nucleo interno del Quiet Zone sono parte della rete Allegheny Mountain Radio con solo una stazione nella banda AM, e diverse stazioni FM a bassa potenza. Eccezioni alle restrizioni della National Radio Quiet Zone di solito sono determinate caso per caso, con la preferenza data alla sicurezza pubblica, come i sistemi remoti di allarme, i ripetitori radio per i servizi di emergenza e la NOAA Weather Radio.
Anche l'uso del telefono cellulare nel centro della zona è fortemente ristretto. A Green Bank le regole sono ancora più severe, al punto che non si possono usare cellulari, Wi-Fi e forni a microonde.

## Usi
La National Radio Quiet Zone è stata creata dalla Federal Communications Commission (FCC) nel 1958 per proteggere i radio telescopi di Green Bank e Sugar Grove da interferenze dannose. Oggi il NRAO supervisiona la Quiet Zone, in accordo con la struttura Sugar Grove.
La National Radio Quiet Zone protegge i telescopi della struttura della NRAO, e le antenne e i ricevitori dell'Information Operations Command (NIOC) della United States Navy a Sugar Grove. La NIOC è stata a lungo il luogo di sistemi di intelligence elettronica e di raccolta dati ed è oggi ritenuta una stazione chiave nel sistema ECHELON gestito dalla National Security Agency (NSA).
L'area ha anche attratto persone che credono di soffrire di elettrosensibilità.

## Regioni comprese nella NRQZ

### Regioni del Maryland
- Estremo sud della Contea di Garrett

### Regioni della Virginia
- Parte occidentale della Contea di Albemarle
- Contea di Alleghany
- Contea di Amherst, a eccezione della parte più a sud
- Estremo nord della Contea di Appomattox
- Contea di Augusta
- Contea di Bath
- Estremo nord della Contea di Bedford
- Nord di Botetourt County
- Nord-Ovest di Buckingham County
- Nord di Craig County
- Ovest di Greene County
- Highland County
- Nelson County
- Ovest di Page County
- Rockbridge County
- Rockingham County, except for a small area in the extreme eastern part
- Ovest di Shenandoah County

### Regioni del West Virginia
- Barbour County, ad eccezione per una piccola parte nel Nord
- Estremo Est di Braxton County
- Grant County, ad eccezione per una parte nel Nord
- Est di Greenbrier County
- Sud-Ovest Hampshire County
- Hardy County
- Sud-Est di Harrison County
- Est di Lewis County
- Estremo Sud di Mineral County
- Nord-Est e Est centrale di Monroe County
- Estremo Est di Nicholas County
- Pendleton County
- Pocahontas County
- Due aree nell'estremo Sud-Ovest a Sud-Est di Preston County
- Randolph County
- Estremo Sud di Taylor County
- Tucker County, ad eccezione di un'area nell'estremo Nord
- Upshur County
- Centro ed Est Webster County

## Città all'interno della NRQZ

### Città della Virginia
- Buena Vista
- La metà Ovest di Charlottesville, incluso gran parte delle University of Virginia Grounds
- Covington
- Harrisonburg
- Lexington
- Staunton
- Waynesboro

### Città della Virginia Occidentale
- Buckhannon
- Elkins
- Weston